# Свети Йоан Богослов (Света Богородица Мавровска)
„Свети Йоан Богослов“ (на гръцки: Αγίου Ιωάννη του Θεολόγου) е православен параклис в манастира „Света Богородица Мавровска“, край град Костур (Кастория), Егейска Македония, Гърция, част от Костурската епархия.

## Местоположение
Параклисът е залепен за южната стена на католикона на манастира. Самият манастир се намира на западния бряг на костурския полуостров Горица.

## Архитектура
В архитектурно отношение е малък, еднокорабен храм с дървен покрив и вход от запад. Апсидата не излиза извън източната стена. Северната му стена е и южна стена на католикона, затова и покривът му е едноскатен, влизащ под ската на този на католикона.

## Стенописи
Цялата вътрешност на храма, както и западната входна фасада са изписани със стенописи. Над входа от вътрешната стена е изписан следният надпис:
| „ | Ο ΠΑΝCΕΠΤΟC ΟΥΤΟC ΚΑΙ ΘΕΙΟC ΝΑΟC ΤΟΥ ΥΠΕΡΕΝΔΟΞΟΥ ΑΠΟCΤΟΛΟΥ ΚΑΙ ΕΥΑΓΓΕΛΙCΤΟΥ ΙΩΑΝΝΟΥ ΤΟΥ ΘΕΟΛΟΓΟΥ ΟΙΚΟΔΟΜΗΘΗ ΕΚ ΒΑΘΡΩΝ ΚΑΙ ΙCΤΟΡΗΘΗ ΔΙΑ ΕΞΟΔΟΥ ΚΥΡΙΟΥ ΘΕΟΔΩΡΟΥ ΤΟΥ... ΟΙΚΑΤΖΗ CΥΝ ΤΗ CΥΜΒΙΟΥ ΑΥΤΟΥ ΜΗ... Λ. ΑC ΘΥΓΑΤΡΟC ΝΙΚΟΛΑΟΥ... ΕΙC ΨΥΧΙΚΗΝ ΑΥΤΩΝ CΩΤΤΗΡΙΑΝ. ΑΜΗΝ ΚΑΙ ΕΥΡΩCΙ ΒΟΗΘΟΝ ΤΟΝ ΑΓΙΟΝ ΕΝ ΤΗ ΗΜΕΡΑ ΤΗΣ ΚΡΙCΕΩC. ΕΤΟΥC ζξω, ΜΗΝΙ ΑΥΓΟΥCΤΩ ΔΙΑ ΧΕΙΡΩΝ ΑΝΑΞΙΩΝ ΙCΤΟΡΗΘΗ ΕΥCΤΑΘΙΟΥ ΙΑΚΩΒΟΥ ΚΑΙ ΠΡΩΤΟΝΟΤΑΡΙΟΥ ΑΡΤΗC: ΚΑΙ ΔΟΞΑ ΤΩ ΑΛΗΘΙΝΩ ΘΕΩ | “ |

Така според надписа храмът е издигнат в 1552 година и изписан от зографа Евстатиос Якову, протонотарий на Арта. В 1536/1537 година той изписва и католикона на манастира „Света Богородица Моливдоскепастис“ в Епир. Храмът е изцяло изписан в три зони и стенописите са запазени в сравнително добро състояние.
- Света Богородица Ширшая небес в апсидалната конха
- Свети Сисой на западната стена отвън
- Изцеляване на слепите